# Storstengrundet (Piteå)
Storstengrundet is een ondiepte in de Bondöfjärd, een Zweedse fjord. Het fjord wordt druk bevaren door het nabijgelegen havencomplex van Piteå Sör-Haraholmen (binnen de scheepvaart gekend als Haraholmen). Terwijl de zee daar meer dan 10 meter diep is, is het Storstengrundetfjord slechts 1 à 2 meter diep. Door postglaciale opheffing zal dit fjord in de toekomst een klein eiland worden.
Op 14 december 1999 liep op die ondiepte het Nederlandse vrachtschip Balticborg aan de grond. De Balticborg was zeer waarschijnlijk een in 1991 in Foxhol gebouwd schip.